# Élections législatives ceylanaises de mars 1960
Les élections législatives ceylanaises de mars 1960 ont eu lieu au Dominion de Ceylan, l'actuel Sri Lanka, le 19 mars 1960.

## Contexte
En 1956, Solomon Bandaranaike devient Premier ministre du Sri Lanka grâce aux précédentes élections, son gouvernement a adopté la Sinhala Only Act, faisant de la langue cingalaise la seule langue officielle du pays. La loi a été adoptée malgré le fait que près d'un quart de la population ceylanaise utilisait la langue Tamoul comme langue principale.
En signe de protestation, les politiciens tamouls du parti fédéraliste Ilankai Tamil Arasu Kachchi ont lancé une campagne Satyagraha (Résistance non-violente). Cela a amené des tensions communautaires et à la mort de plus de 150 Tamouls dans les émeutes de Gal Oya dans l'est du pays. Finalement, Bandaranaike a rouvert des négociations avec eux et a accepté le pacte Bandaranaike-Chelvanayakam (en) de 1957, qui aurait fait du tamoul la langue administrative dans les régions du nord et de l'est du Tamoul. Mais il fut contraint d'annuler le pacte sous la pression des nationalistes cingalais et de certains moines bouddhistes : Junius Richard Jayewardene, futur Premier ministre et premier président exécutif du Sri Lanka, a organisé une Marche sur Kandy avec son parti d'opposition, l'United National Party,,,
En 1958, après des mois de pressions par les moines bouddhistes cingalais, le premier Ministre Bandaranaike décide d'abroger le pacte unilatéralement le 9 avril 1958. Le parti fédéraliste tamoul Ilankai Tamil Arasu Kachchi décida de faire un nouveau site-in non-violent Satyagraha pour protester contre ce retournement de situation le 22 mai 1958. Ce qui attise la haine des extrémistes cingalais qui entame un massacre à l'échelle nationale de tamouls, où des centaines de tamouls mourront gratuitement. Après 5 jours d'émeutes nationales, la confiance entre les deux ethnies était définitivement brisée. Le premier ministre Bandaranaike tentera de calmer les tamouls en ratifiant la Loi no 28 de 1958 sur la langue Tamoul le 14 août 1958. Mais cette action fut très mal vécu par certains cingalais, et le premier ministre sera assassiné par un moine bouddhiste cingalais par un coup de revolver le 26 septembre 1959.
En 1959, le parti Sri Lanka Freedom Party vit une guerre interne pour savoir qui sera le nouveau leader, pendant que Wijayananda Dahanayake prend l'intérim du poste de Premier ministre du Sri Lanka.
En 1960, la coalition du gouvernement Mahajana Eksath Peramuna, qui contient le Sri Lanka Freedom Party, s'effondre. Le Parti marxiste Viplavakari Lanka Sama Samaja se détache de l'alliance pour devenir Mahajana Eksath Peramuna.
Les 2 partis cingalais, le United National Party et le Sri Lanka Freedom Party font tous les deux campagnes sur une ligne fortement anti-tamoule, promettant de rapatrier les Tamouls en Inde et de mettre en œuvre la loi pour la langue unique cingalaise, le Sinhala Only Act.

## Résultats
Résumé du résultats des élections législatives de mars 1960
| Parti politique       | Parti politique                | Députés présentés     | Votes     | %        | Chaises |
| --------------------- | ------------------------------ | --------------------- | --------- | -------- | ------- |
|                       | United National Party          | 127                   | 909 043   | 29,89 %  | 50      |
|                       | Sri Lanka Freedom Party        | 108                   | 647 175   | 21,28 %  | 46      |
|                       | Ilankai Tamil Arasu Kachchi    | 19                    | 176 444   | 5,80 %   | 15      |
|                       | Lanka Sama Samaja Party        | 101                   | 325 286   | 10,70 %  | 10      |
|                       | Mahajana Eksath Peramuna       | 89                    | 324 332   | 10,66 %  | 10      |
|                       | Lanka Democratic Party         | 101                   | 135 138   | 4,44 %   | 4       |
|                       | Parti communiste de Ceylan     | 53                    | 147 612   | 4,85 %   | 3       |
|                       | National Liberation Front      | 2                     | 11 201    | 0,37 %   | 2       |
|                       | All Ceylon Tamil Congress      | 8                     | 38 275    | 1,26 %   | 1       |
|                       | Socialist People's Front       | 40                    | 23 253    | 0,76 %   | 1       |
|                       | Sri Lanka National Front       | 1                     | 11 115    | 0,37 %   | 1       |
|                       | Bodhisattva Bandaranaike Front | 1                     | 9 749     | 0,32 %   | 1       |
|                       | Autres                         | 167                   | 282 797   | 5,97 %   | 6       |
| Votes valides         | Votes valides                  | 393                   | 3 041 420 | 100,00 % | 151     |
| Électeurs enregistrés | Électeurs enregistrés          | Électeurs enregistrés | 3 724 507 |          |         |
| Participation         | Participation                  | Participation         | 81.65     |          |         |